# Pine64
Pine64 es una familia de ordenadores de una sola placa y el nombre de la empresa que los produce. Su primera computadora de una sola tabla, el Pine A64, fue diseñada para competir con el Raspberry Pi en potencia y precio. Su nombre desciende de las variables constantes pi y la constante de Euler.  La A64 fue financiada por primera vez a través de una unidad de micromecenazgo Kickstarter en diciembre de 2015, donde la compañía recaudó más de $ 1.4 millones. El equipo fue lanzado en tres variaciones características. Mientras que el modelo de 512 MB sólo funciona con las distribuciones de Arch Linux y Debian Linux, los modelos con más memoria pueden ejecutar distribuciones como Android, Remix OS y Ubuntu.
La revisión de [ Linux.com] se sorprendió de su capacidad para tenerlo completo, aunque lento, el entorno de escritorio Mate en el precio de la A64. Make escribió que el análogo más cercano del A64 era el DragonBoard, a dos o tres veces el precio de la A64. Yahoo News dijo que la A64 continuó la tendencia del Raspberry Pi de romper las barreras para los ingenieros.